# Кобра (Даровський район)
Ко́бра (рос. Кобра) — село у складі Даровського району Кіровської області, Росія. Адміністративний центр Кобрського сільського поселення.
Населення становить 481 особа (2010, 621 у 2002).
Національний склад станом на 2002 рік — росіяни 98 %.